# Tin(IV)chloride
Tin(IV)chloride is een tinzout van waterstofchloride, met als brutoformule SnCl4. De stof komt voor als een kleurloze tot lichtgele, rokende vloeistof met een scherpe, prikkelende geur. Tin(IV)chloride kan voorkomen als een vloeibaar anhydraat of als een pentahydraat (SnCl4 · 5 H2O). Het pentahydraat, ook bekend als tinboter vanwege het feit dat de kristallen neiging hebben tot vervloeiing door absorptie van waterdamp uit de lucht, is zeer goed oplosbaar in water, terwijl het monohydraat er hevig mee reageert.
Tin(IV)chloride werd reeds in de 1605 ontdekt door Andreas Libavius. Het stond toen bekend onder de naam spiritus fumans libavii.

## Synthese
Tin(IV)chloride wordt bereid uit een reactie van tin en chloorgas:
{\displaystyle \mathrm {Sn\ +\ 2\ Cl_{2}\ \longrightarrow \ SnCl_{4}} }

## Toepassingen
Tin(IV)chloride wordt gebruikt om een externe coating met tin(IV)oxide aan te brengen op glas, zodat het taaier wordt. In laboratoria is het een uitgangsstof voor organische tinverbindingen. Het wordt ook ingezet als krachtig lewiszuur.
In de Eerste Wereldoorlog werd tin(IV)chloride gebruikt als chemisch wapen.

## Toxicologie en veiligheid
De stof reageert hevig met water of vochtige lucht, met, naast tin(IV)oxide, vorming van het corrosieve waterstofchloride:
{\displaystyle \mathrm {SnCl_{4}\ +\ 2\ H_{2}O\ \longrightarrow \ SnO_{2}\ +\ 4\ HCl} }
Tin(IV)chloride reageert met terpentijn, alcoholen en amines, waardoor brand- en ontploffingsgevaar ontstaat. Ze tast vele metalen, sommige kunststoffen, rubber en coatings aan.
De stof is corrosief voor de ogen, de huid en de luchtwegen.